# Adolf Schön
Adolf Schön (ur. 8 kwietnia 1906 w Wiesbaden, zm. 2 sierpnia 1987 we Frankfurcie nad Menem) – niemiecki kolarz torowy, brązowy medalista torowych mistrzostw świata.

## Kariera
Największy sukces w karierze Adolf Schön osiągnął w 1937 roku, kiedy zdobył brązowy medal w wyścigu ze startu zatrzymanego zawodowców podczas torowych mistrzostw świata w Kopenhadze. W zawodach tych wyprzedzili go jedynie jego rodak Walter Lohmann oraz Francuz Ernest Terreau. Był to jedyny medal wywalczony przez Schöna na międzynarodowej imprezie tej rangi. Dwukrotnie zdobywał medale torowych mistrzostw kraju, w tym złoty w swej koronnej konkurencji w 1937 roku. Startował również w wyścigach szosowych, zdobywając między innymi brązowy medal krajowych mistrzostw w kolarstwie szosowym w drużynowej jeździe na czas w 1932 roku. W 1930 roku zajął dziesiąte miejsce w klasyfikacji generalnej Tour de France. Nigdy nie wystartował na igrzyskach olimpijskich.